# Difluorură de oxigen
Difluorura de oxigen este un compus binar al fluorului cu oxigenul cu formula chimică OF2. Datorită electronegativității fluorului din diflorura de oxigen, formula chimică a compusului este OF2 și nu F2O, cum ar trebui să fie (oxid de fluor). 

## Proprietăți

### Fizice
Difluorura de oxigen este un gaz incolor cu miros caracteristic ce atacă căile respiratorii. Este mai grea decât aerul și are caracter oxidant. 

### Chimice
Reacția cu apa este următoarea:
2F2 + 2H2O = 4HF + O2

## Obținere
Difluorura de oxigen se obține prin trecerea rapidă a unui curent de fluor (1 l/s) printr-o soluție apoasă de hidroxid de sodiu de concentrație 2% (ce stă într-un vas spălător), după reacția:
2F2 + 2NaOH = 2NaF + F2O + H2O

## În cultură
În romanul științifico-fantastic al lui Robert L. Forward Camelot 30K, difluorura de oxigen era folosită ca solvent biochimic de către ființele ce locuiau în Centura Kuiper din Sistemul Solar.